# کامستاک پارک (میشیگان)
کامستاک پارک (به انگلیسی: Comstock Park) یک منطقهٔ مسکونی در ایالات متحده آمریکا است که در شهرستان کنت، میشیگان واقع شده است. کامستاک پارک ۱۰٫۱ کیلومتر مربع مساحت و ۱۰٬۰۸۸ نفر جمعیت دارد و ۲۰۱ متر بالاتر از سطح دریا واقع شده است.